# 參天律
《參天律》（XAOC）是一款2013年發行的大型多人線上角色扮演遊戲，由唯晶科技風雷工作室製作，耗資新台幣5億元。
港澳版於2013年6月27日開始封測，2014年5月28日關閉伺服器，港澳區玩家轉移至台版伺服器。
臺灣版於遊戲平台品玩邦發行，於2013年7月4日開始封測，7月18日進行《大船入港》的改版。2014年1月16日進行《赤月花雪舞》的改版。2015年1月15日進行《百魔血夜祭》改版。於2018年9月25日正午12時關閉伺服器，並停止營運。
日本版於2013年10月11日開放官網，2013年10月18日開始開放Beta測試，2013年10月23日正式營運開始
，2014年6月10日原營運商關閉伺服器，後續將轉移至新的營運商。
國際中文版於2015年6月30日關閉，玩家可申請轉移至臺服。
2018年9月25日正式停止營運。

## 遊戲內容
遊戲內容不少以臺灣文化為元素來改編，玩家在名為「万象界」的世界中進行冒險。

### 操作
遊戲中有兩種操作模式：「一般模式」與「準心模式」，一般模式可以用滑鼠作全部的鎖定式操作，類似傳統的操作模式；準心模式則需要滑鼠與鍵盤同時動作的無鎖定模式，類似第三人稱射擊遊戲的操作。
角色的操作也受五種數值影響：生命（HP）、靈力（SP）、行動（AP）、剛體（HA）、鬥氣（EX）。

### 陣營與種族
遊戲中分成兩個陣營與四個種族，種族「東道域」與「漠奔族」屬於「參番政務伺」陣營；種族「殃犬族」與「草奉族」屬於「穢犬民霸門」陣營。不同種族有其專屬的技能。

### 職業
一個職業可以使用三種不同的武器。遊戲封測開始時開放了四種職業：「百刃侍」、「斂罡斥」、「辯天御」、「銃宿」；在《赤月花雪舞》改版開放了「鬼兵將」職業；在《百魔血夜祭》改版開放了「談元客」職業；2015年10月6日開放「馭魂衛」職業。
- 百刃侍：使用雙刀、斬刀、雙頭刀，是使用多種刀劍的戰士。[16]
- 弁天御：使用法器、弓、長兵器，是以辯才天的形象打造。[16]
- 斂罡斥：使用籠手、匕首、長兵器，是指防禦性強大的斥侯。[16]
- 銃宿：使用雙銃、匕首、轟擊砲，善用銃器且如星宿般閃耀。[16]
- 鬼兵將：使用斬馬刀、斧鎚、鐮刀。重視防禦的重甲職業。
- 談元客：使用調律器、樊波鼓、鐮刀，類似吟遊詩人。預計2014年12月開放。[17]實際開放日為2015年1月15日。
- 馭魂衛：使用雙銃、弓、斬刀。操控魂魄的職業。於2015年10月6日開放。

## 外界評價
2013年7月4日開始封測後，有一些封測玩家認為《參天律Online》與期望不符，唯晶科技表示「製作小組會積極參考玩家意見改善」，又表示他們也收到很多負面評價。

## 外部連結
- 參天律形象官網（页面存档备份，存于）
- 參天律官網（页面存档备份，存于）